# Allan Alcorn

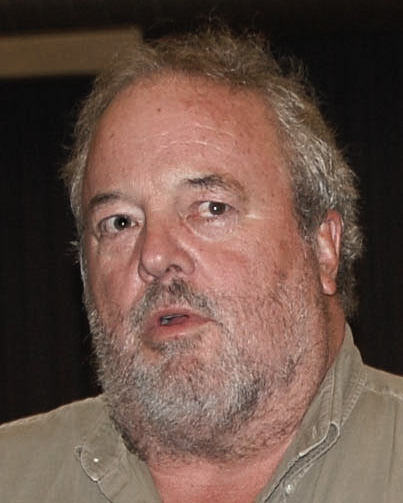
Al Alcorn, 2007

Allan Alcorn (* 1. Januar 1948 in San Francisco) ist ein US-amerikanischer Elektroingenieur, der als Entwickler des Videospiels Pong in die Computergeschichte einging. Pong war das erste weltweit erfolgreiche elektronische Spiel und hat eine ganze Branche der Computerspiele begründet. Alcorn gehörte zum Gründerteam der Videospielefirma Atari.
Allan Alcorn wuchs in San Francisco auf, ging dort zur Schule, studierte an der University of California, Berkeley Technische Informatik (EECS – Electrical Engineering and Computer Sciences) und schloss 1971 mit einem Bachelor ab. Anschließend arbeitete er beim Elektrokonzern Ampex, wo er unter anderem Nolan Bushnell kennenlernte, der 1972 zusammen mit Ted Dabney Atari gründete. Bushnell fragte Alcorn, ob er mitmachen wollte.

## Atari und Pong

Pong

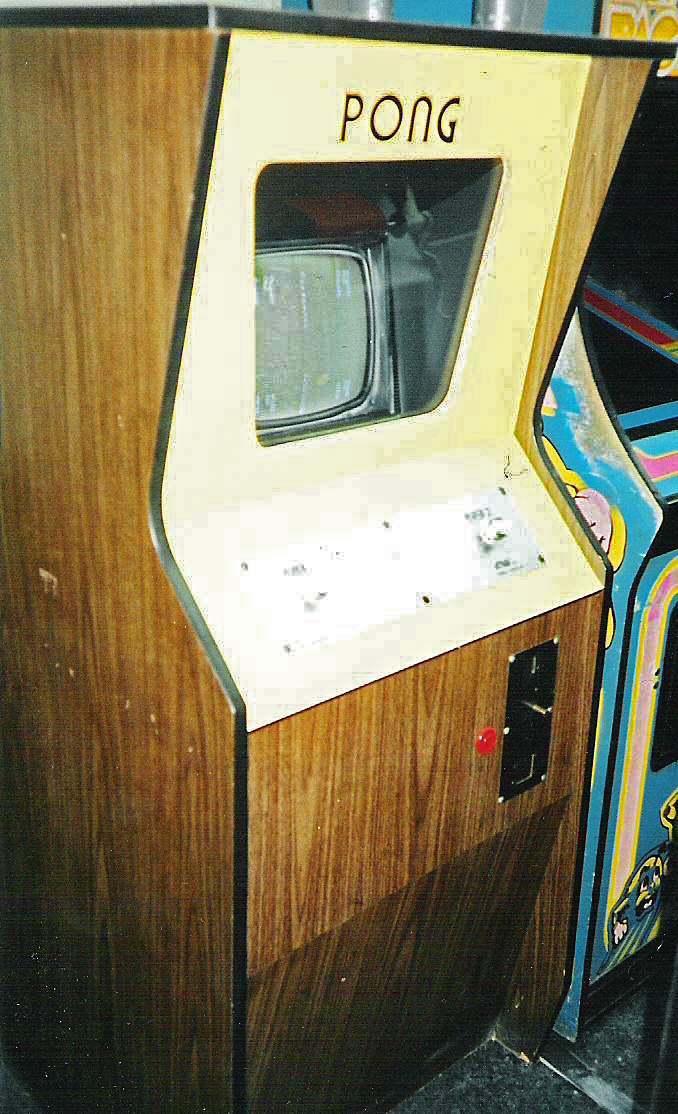
Das Ur-Pong in einer Spielhallenkonsole von 1972

Alcorn hatte bei Atari die Funktion des Chefdesigners. Bushnell bat ihn unmittelbar nach der Gründung der Firma, ein an Tischtennis angelehntes Spiel zu entwickeln, für das man keine Bedienungsanleitung benötigte. Die bisherigen Videospiele waren so kompliziert gewesen, dass nur eine kleine Gruppe von Experten sie spielen konnten. Alcorn stellte in wenigen Wochen Pong her – ein Spiel, das auf fest verdrahteter Elektronik, jedoch nicht auf Computertechnik beruhte, auf einem Fernsehbildschirm lief und mit zwei Hebeln bedient werden konnte. Eine probeweise in einer Bar aufgestellte Spielekonsole mit Pong war so begehrt, dass sie nach zwei Wochen nicht mehr funktionierte: Die Kasse war mit 25-Cent-Münzen vollgelaufen. Nach vier Monaten lieferte Atari die Elektronik über die USA hinaus aus; auch in Deutschland bauten Spielhallenbetreiber sie in eigene Holzkonsolen ein. Pong wurde zum ersten großen Erfolg der jungen Firma und das erste weltweit bekannte Videospiel.
Alcorn entwickelte den Atari-2600-Spielecomputer und setzte Pong 1973 auf Digitaltechnik um. Der Anfangserfolg ließ sich mit diesen ersten Heimcomputern jedoch nicht wiederholen.
Im Laufe seiner 10 Jahre bei Atari stellte Allan Alcorn zahlreiche Menschen ein, unter anderem 1974 den damals 18-jährigen späteren Apple-Gründer Steve Jobs. Jobs hatte gerade sein Studium abgebrochen, keinerlei Ausbildung, aber ein auffälliges Interesse an Elektronik. Alcorn setzte ihn vor allem in Nachtschichten in der Endkontrolle ein, wo Jobs Pong spielte und Fehler meldete. Als Jobs für eine Weile nach Indien reisen wollte, finanzierte ihm Alcorn den Flug nach München, wo Jobs deutschen Spielhallenbetreibern Probleme mit der Netzspannung lösen sollte (und löste). Die Wege von Steve Jobs und Allan Alcorn kreuzten sich mehrmals. Unter anderem war Alcorn bei der Präsentation des Apple-I-Prototypen dabei, den der damals noch Atari-Angestellte Steve Jobs zusammen mit Steve Wozniak bei Atari vorstellte. Man zeigte da wenig Interesse für einen „Personal Computer“, der nicht nur zum Spielen da war.

## Nach Atari
Im Jahr 1981 verließ Alcorn Atari, beriet mehrere Firmen im Silicon Valley und beteiligte sich an der Gründung mancher anderer. Er war kurze Zeit Angestellter von Apple und wurde anschließend „Apple Fellow“. 1998 gründet er Zowie Intertainment, eine Firma, die interaktive Systeme für Computerspiele herstellte.
2024 wurde Alcorn als Fellow des Computer History Museum ausgezeichnet.